# Église de Mänttä
L'église de Mänttä (en finnois : Mäntän kirkko) est une église luthérienne en pierres située à Mänttä en Finlande. 

## Architecture
La paroisse de Mänttä est fondée en 1921.
La société G. A. Serlachius Oy s'engage à financer la construction de l’église de la paroisse.
Wäinö Gustaf Palmqvist conçoit l’édifice qui est construit en 1928.
Le clocher a une hauteur de 37 mètres, la coupole de la nef est haute de 13 mètres. 
La nef peut accueillir 450 personnes.